# Gustav-Mahler-Gesamtausgabe
Die Gustav-Mahler-Gesamtausgabe wurde von der Internationalen Gustav-Mahler-Gesellschaft (IGMG) initiiert, mit dem Ziel, in Form einer wissenschaftlich-kritischen Ausgabe sämtliche Werke des Komponisten Gustav Mahler herauszugeben. Als erster Band erschien 1960, zum 100. Geburtstag Mahlers, dessen 7. Sinfonie, herausgegeben von Erwin Ratz. Die Editionsleitung der Neuen Kritischen Gesamtausgabe (NKG) liegt seit dem 8. Mai 2012 in den Händen von Stephen E. Hefling (Cleveland, Ohio) und Renate Stark-Voit, (Wien). Die einzelnen Bände der Ausgabe erscheinen bei den jeweiligen Original-Verlagen Gustav Mahlers, v. a. der Universal-Edition sowie u. a. C. F. Peters und Boosey & Hawkes.

## Inhalt
Die Ausgabe (alte und neue Gesamtausgabe, KGA und NKG) umfasst bislang 22 Bände (Symphonien, Das Klagende Lied und die Lieder in jeweils beiden Fassungen) und 5 Supplement-Bände. Die Symphonien Nr. 1 „Titan“ (5-sätzig), 2, 4, 6 und 7 sowie die „Wunderhornlieder“ in beiden Fassungen (Klavier und Orchester) sind in Bänden der NKG erschienen, ebenso wie die dreisätzige Urfassung von „Das Klagende Lied“ und die originale Klavierfassung von „Das Lied von der Erde“.
Die beiden zuletzt erschienenen Bände mit „Titan“, UE Wien 2019, sowie 4. Symphonie,  UE Wien 2021, haben jeweils den Deutschen Musikeditionspreis erhalten.